# Ficus colubrinae
Ficus colubrinae är en mullbärsväxtart som beskrevs av Paul Carpenter Standley. Ficus colubrinae ingår i släktet fikonsläktet, och familjen mullbärsväxter. Inga underarter finns listade i Catalogue of Life.